# روغن‌های سیلیکون

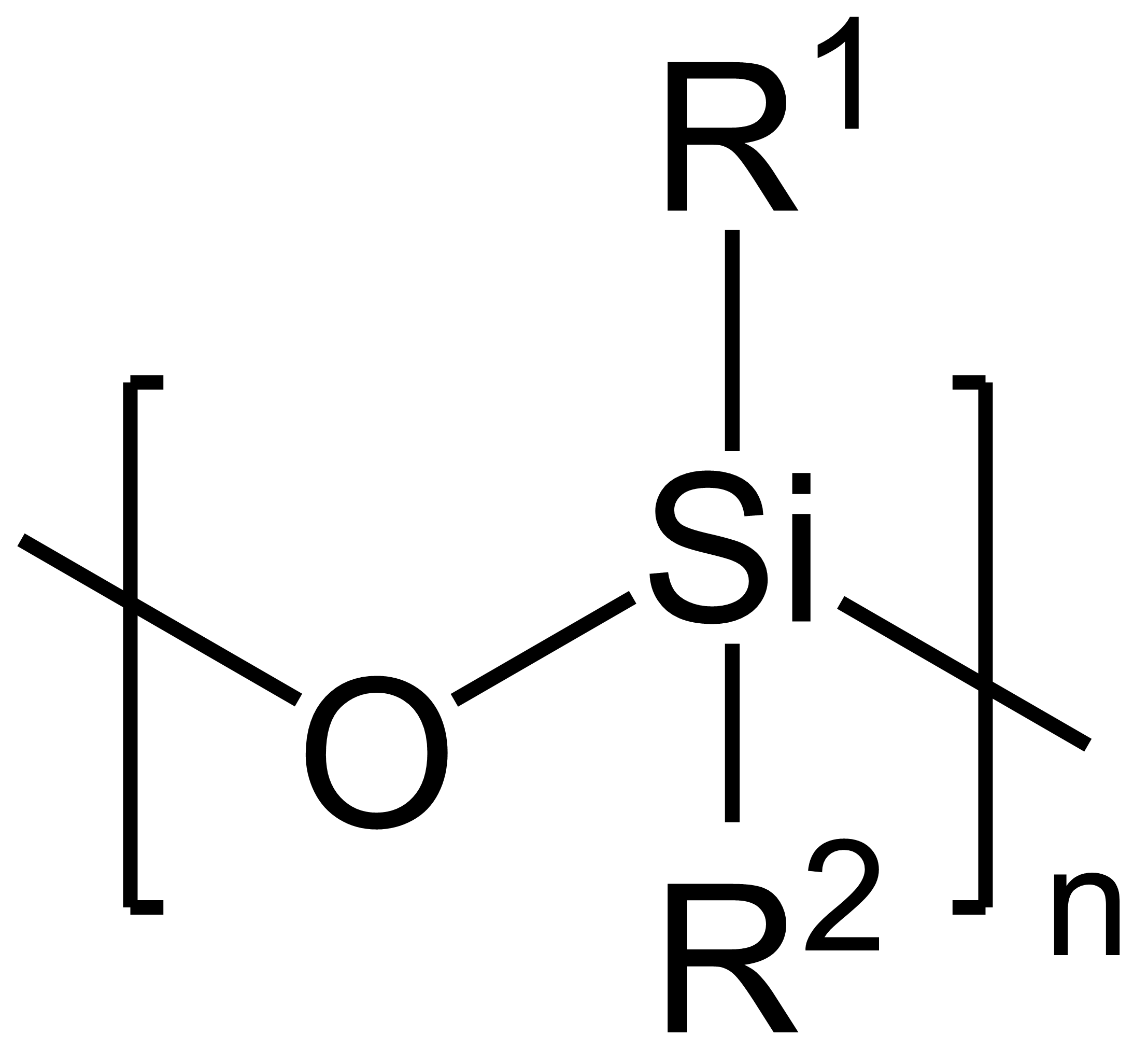
واحد تکرار شونده پلیمر سیلوکسان

روغنهای سیلیکون (diorganopolysiloxanes؛ سیلوکسان‌های پلیمریزه‌ای با زنجیره‌های جانبی ارگانیک) از گروه سیلیکون‌ها می‌آیند و از روغن‌های مصنوعی مبتنی بر سیلیکون هستند که بر خلاف روغن‌های معدنی یا روغن‌های گیاهی، ساختار اصلی آنها از نوع ارگانیک، یعنی کربن نیست، بلکه دارای ملکولهای زنجیره ای پایه سیلوکسان هستند که خود را با آرایشی متناوب از اتمهای سیلیکون و اکسیژن با فرمول عمومی [R 1، R 2 SiO] N نشان می‌دهند. بر روی الکترونهای آزاد مدار بیرونی سیلیسیم باقیمانده‌های R که عمدتاً باقیمانده‌های آلی هستند، اما می‌توانند هالوژن نیز باشند ،قرار می‌گیرند؛ بنابراین روغن‌های سیلیکون هم بخشی آلی دارند و هم غیر آلی.

## مشخصات
روغن‌های سیلیکون مایعات شفاف، بی‌رنگ، غیر سمی، خنثی، بی‌بو، بی‌مزه، شیمیایی بی اثر و آب گریز که در محدوده وسیعی پایدار دما هستند. جرم مولکولی آنها از ۱۶۲ تا ۱۵۰۰۰۰ گرم بازای هر مول، وزن مخصوص ۰٫۷۶ تا ۱٫۰۷ گرم در هر سانتیمتر مکعب و گرانروی از ۰٫۶ تا 1000000 mPa s متغیر است. این روغنها همچنین عایق‌های الکتریکی بسیار خوبی هستند. مایعات سیلیکونی دارای کشش سطحی کم یعنی 5 ,21 mN/ m هستند (در ۲۵ درجه سانتیگراد). آنها تا حدود ۱۸۰ درجه سانتیگراد در هوا مقاوم هستند. بسته به ویسکوزیته، نقطه ریزش آنها بین منفی۸۰ تا منفی ۴۰ درجه سانتیگراد است. مایعات سیلیکونی بین ۶۰ − تا ۲۰۰ درجه سانتیگراد خواص روانکاری دارند. روانکاری آنها نسبت به روغنهای معدنی و سایر روان‌کننده‌ها کمتر است. آنها تمایل به سخت شدن ندارند. مایعات سیلیکونی در هیدروکربنهای بنزن، تولوئن، آلیفاتیک و کلر قابل حل شدن هستند. آنها در برابر اسیدهای غیر آلی و بازهای قوی زیاد مقاوم نیستند و مانند تمام سیلیکون‌ها، در مقابل گازها بسیار نفوذ پذیر هستند.

## استفاده‌های فنی وصنعتی
روغنهای سیلیکونی کاربردهای زیادی دارند. برخی از مهمترین موارد عبارتند از:
- روغنهای سیلیکون به عنوان عامل خنک‌کننده[۴] برای خشک کردن انجمادیو همچنین به دلیل غیرقابل اشتعال بودن آنها در حمام‌های حرارتی آزمایشگاه‌ها، به اصطلاح حمام روغن به عنوان حامل گرما استفاده می‌شوند.[۵]
- برخی از روغنهای سیلیکون به دلیل کشش سطحی کم، دارای اثر مهار کننده کف هستند و بر همین اساس معمولاً در تأسیسات صنعتی مانند دستگاه‌های تخمیر یا تقطیر یعنی جاهایی که ایجاد کف می‌تواند نتایج مخربی داشته باشد، مورد استفاده قرار می‌گیرند
- روغن سیلیکون همچنین یک عامل مؤثر در پمپ‌های پخش روغن است.
- مایعات سیلیکونی به عنوان مواد عایق الکتریکی (دی الکتریک)، نقش مهمی دارند (به عنوان مثال در ترانسفورماتورها).
- نوعی خمیر مجسمه‌سازی که نیمی از آن از روغن سیلیکون و نیم دیگر از اسید بوریک است.
- در ساخت وسایل نقلیه، مایعات سیلیکونی با گرانروی بالا برای انتقال گشتاور در کلاچ‌های ویسکو مورد استفاده قرار می‌گیرند.

علاوه بر این، از روغنهای سیلیکون می‌توان به عنوان مایعات هیدرولیکی، به عنوان عامل آزادسازی قالب، به عنوان ماده ای برای جوهرهای مخصوص چاپ، برای ضدآب نگه داشتن شیشه استفاده کرد. همچنین در صنعت سرامیک، منسوجات، چرم و غیره، بعنوان مواد افزودنی، تمیز کردن و پرداخت برای رنگ اتومبیل، فلزات، چرم و مبلمان، برای جلوگیری از شناور شدن رنگدانه‌ها در رنگها، به عنوان مایع مانومتر، جمع‌کننده در فرآیندهای شناور سازی کف از کاربردهای دیگر مایعات سیلیکونی هستند.

### گریس سیلیکون
گریس سیلیکون گریس ضدآب است. این ماده با ترکیب روغن سیلیکون با ماده غلیظ کننده ساخته می‌شود.

#### کاربردهای فنی
از گریس سیلیکون اغلب برای روغن کاری و نگهداری قطعات لاستیکی که به تماس با روغنهای معدنی حساس هستند استفاده می‌شود. همچنین برای هنگامی که به روان‌کننده‌های غلیظ تر نیاز هست به عنوان یک ضدزنگ و روان‌کننده عمل می‌کند. به عنوان یک گریس مناسب برای روغن کاری اتصالات آب آشامیدنی نیز استفاده می‌شود.

#### استفاده در آزمایشگاه شیمی
از گریس سیلیکون به عنوان درزگیر و روان‌کننده موقت برای اتصالات مفصلی مانند آنهایی که معمولاً در ظروف شیشه ای آزمایشگاه استفاده می‌شود، استفاده می‌شود. اگرچه سیلیکون‌ها از نظر شیمیایی بی اثر تلقی می‌شوند، برخی از ترکیبات مهم از طریق واکنش‌های ناخواسته با سیلیکون‌ها ایجاد شده‌اند.

## کاربردهای پزشکی و آرایشی
به دلیل خواص روغن سیلیکون، محصولات پزشکی و مواد آرایشی نیز از روغن‌های سیلیکون ساخته می‌شوند. حوزه کاربرد بسیار گسترده‌است.
- روغن‌های سیلیکون اغلب به عنوان روان‌کننده استفاده می‌شوند. به عنوان مثال، فیلم‌های نازک روغن سیلیکون را می‌توان در اکثر کاندوم‌های موجود در بازار یافت.[۱۲]
- به دلیل اثر مهار کننده کف که قبلاً ذکر شد، آنها در صورت مسمومیت با مواد فعال سطحی، به عنوان مثال مواد خوراکی سورفکتانت، به منظور مقابله با کف تشکیل شده در دستگاه گوارش و تورم حاصل، تجویز می‌شوند.
- روغن سیلیکون پس از برداشتن زجاجیه برای تثبیت چشم به‌طور موقت به عنوان ماده پر کننده استفاده می‌شود.[۱۳]
- داروی مبتنی بر پلی دی متیل سیلوکسان‌ها نیز در صورت آلودگی به شپش سر ، روی پوست اثر مثبت می‌گذارند.[۱۴]

بعلاوه، روغنهای سیلیکون به عنوان جزئی از مواد آرایشی، شوینده‌ها و مواد تمیز کننده، پمادهای محافظ پوست، پایه‌های پماد، روغن‌های ماساژ، کاشت‌ها و وسیله‌هایی برای تثبیت مدل مو و به عنوان ماده معطر مورد استفاده قرار می‌گیرند.

## صنایع غذایی
اثر کف زدایی نیز در صنایع غذایی نقش مهمی دارد. به عنوان مثال، روغنهای سیلیکونی به منظور جلوگیری از تشکیل کفهای نامطلوب، در تولید مربا یا آب میوه اضافه می‌شوند. مواد افزودنی به روغن‌های سرخ کردنی نیز باعث می‌شوند که تشکیل کف در طی فرایندهای سرخ کردن بسیار کنترل شود.
حداکثر غلظت روغن سیلیکون پلی دی متیل سیلوکسان (افزودنی غذایی E900)عبارت است از:
- مربا، ژله (حداکثر ۱۰ میلی‌گرم در کیلوگرم)
- روغن و چربی سرخ کردن (حداکثر ۱۰ میلی‌گرم در کیلوگرم)
- کنسرو میوه و سبزیجات (حداکثر ۱۰ میلی‌گرم در کیلوگرم)
- آدامس (حداکثر ۱۰۰ میلی‌گرم در کیلوگرم)